# El Cantante

El Cantante : La Légende de la salsa, ou Le Chanteur de salsa au Québec, est un film américain réalisé par Leon Ichaso sorti le 3 août 2007 aux États-Unis.
Ce film biographique retrace le destin tragique du chanteur de salsa Héctor Lavoe. Il est basé sur la comédie musicale créée au 47th Street Theatre de Broadway en 2001, ¿Quién mató a Héctor Lavoe?. Le film raconte la vie du chanteur depuis son arrivée à New York jusqu'à sa mort en 1993. Le film s'inspire d'une entrevue que l'ex-femme d'Héctor a accordée au début des années 2000.

## Synopsis
Né à Ponce à Porto Rico, Héctor Lavoe part à New York en 1963, à 17 ans, pour y faire carrière. C'est l'impresario Arturo Francis qui l'a surnommé Héctor La voz (La voix), en s'inspirant du surnom de Felipe "La Voz" Rodriguez. Héctor rencontre Willie Colón en juin 1966 et deviens le chanteur principal du groupe. Grâce à sa voix perchée, son excellent sens du timing et son phrasé, Héctor est considéré par beaucoup de fans de musique latine comme l'un des meilleurs chanteurs salsa de tous les temps. Il est surnommé El cantante de los cantantes (Le chanteur des chanteurs). Entre 1967 et 1975, Héctor Lavoe et Willie Colón ont enregistré une douzaine d'albums, produisant beaucoup de chansons à succès devenues des classiques de la salsa. Après que le groupe s'est séparé, Willie a produit un certain nombre d'albums couronnés de succès d'Héctor. Il était aussi un membre de la mythique Fania All-Stars. Il a connu des problèmes de drogue et est mort du SIDA le 29 juin 1993.

## Fiche technique
- Titre original : El Cantante
- Titre français : El Cantante : La Légende de la salsa
- Titre québécois : El Cantante : Le Chanteur de salsa
- Réalisation : Leon Ichaso
- Scénario : Leon Ichaso, Todd Bello, David Darmsteder
- Production : Julio Caro, Simon Fields, Jennifer Lopez, David Maldonado
- Société de production : Nuyorican Productions / R-Caro Productions
- Musique : Willie Colon, Andrés Levin
- Directeur de la photographie : Claudio Chea
- Ingénieur du son : Danny A. Abeckaser
- Producteur Multi-Media : Doug Aguirre
- Genre : Film dramatique, Film biographique
- Durée : 109 Minutes
- Date de sortie : 2007

## Distribution
- Marc Anthony (VQ : Martin Watier) : Héctor Lavoe
- Jennifer Lopez (VQ : Camille Cyr-Desmarais) : Puchi Lavoe, femme d'Héctor Lavoe
- Christopher Becerra : Tito
- John Ortiz (VQ : Gilbert Lachance) : Willie Colón
- Nelson Vasquez : Johnny Pacheco
- Ismael Miranda : père d'Héctor Lavoe
- Victor Manuelle : Rubén Blades
- Denise Blasor : voix off (Stimme)
- Michael Caputo : Danseur de salsa
- Federico Castellucio (en) (VQ : Antoine Durand) : Jerry Masucci, fondateur du label Fania
- Marcus Collins : Photographe
- Anibal De Gracia : Tromboniste
- Tony Devon : Directeur musical
- Romi Dias : Priscilla
- Brother Douglas : Saxophoniste
- Vaneik Echeverria : Barman
- Bernard Hernandez : Tito
- Vincent Laresca (VQ : Daniel Lesourd) : Ralph Mercado
- Jack Mulcahy : Docteur
- Douglas J. Aguirre
- Manny Perez (VQ : Manuel Tadros) : Eddie
- Hector A. Leguillow
- Deirdre Lorenz : fille de Willie Colon
- Lou Torres : Pianiste
- Jorge Pupo : Tromboniste
- Antone Pagan : Papo, frère de Puchi
- Edwin Rivera : meilleur ami d'Héctor Lavoe

## À noter
- Le tournage a débuté le 14 novembre 2005 dans le Bronx.
- El cantante a été présenté à la convention Showest à Las Vegas le 16 mars puis au Festival international du film de Toronto en septembre.

## Bande originale du film
Album composé de chansons d'Hector Lavoe chantées par Marc Anthony. Produit par Willie Colón. Sorti le 24 juillet 2007, distribué par Sony.
1. El Cantante
2. Mi Gente
3. Escándalo
4. Aguanile
5. Che Che Colé
6. Día de Suerte
7. Qué Lío
8. Quítate Tú
9. Todo Tiene Su Final
10. Toma de Mí (interprétée par Jennifer Lopez)